# Kofi Awoonor

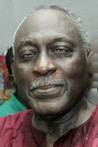
Kofi Awoonor (2008)

Kofi Awoonor (* 13. März 1935 als George Awoonor-Williams in Wheta, Goldküste; † 21. September 2013 in Nairobi, Kenia) war ein ghanaischer Literaturwissenschaftler, Schriftsteller, Dichter, Kritiker und Diplomat. 

## Leben
Awoonor gehörte dem Volk der Ewe an. Nach dem Besuch der Achimota School und der Universität von Ghana (Legon), Accra, wechselte Awoonor zunächst an die Universität London und später zur State University of New York. Hier promovierte er in Englisch und vergleichender Literatur.
Er blieb nach seinem Abschluss zunächst in den USA und hatte an der State University of New York den Lehrstuhl für vergleichende Literatur inne. Nach seiner Rückkehr nach Ghana wurde Awoonor zunächst verhaftet, da ihm die Unterstützung eines Flüchtigen vorgeworfen wurde. Awoonor wurde im Ussher Fort in Accra inhaftiert. Seine Werke aus den Jahren 1978 bis 1987 verarbeiten die darin enthaltenen Erfahrungen. Nach seiner Freilassung wurde er Leiter der Abteilung Englisch und Dekan der Fakultät der Geisteswissenschaften an der University of Cape Coast. 1979 wurde er mit dem National Book Council Award for Literature (Ghana) ausgezeichnet.
Im Jahr 1985 wurde Awoonor zum Botschafter Ghanas in Brasilien ernannt und im Jahr 1989 zum Botschafter Ghanas in Kuba. Später war er der Repräsentant Ghanas bei den Vereinten Nationen und trug neben Nelson Mandela als Führender zum Ende der Apartheid bei.
Während der Amtszeit des Präsidenten Jerry Rawlings war Awoonor von 1992 bis 2001 Präsidialadjutant (Presidential aide) im Büro des Präsidenten der Republik Ghana. Awoonor war auch Elected Member des Council of State.

### Tod
Awoonor nahm im September 2013 am viertägigen Storymoja Hay Festival, einer Veranstaltung für das Schreiben, Denken und Erzählen, in der Westgate Shopping Mall im kenianischen Nairobi teil. Am 21. September 2013 wurde er dann während einer Vorlesung im Rahmen ebendieser Veranstaltung bei dem von der somalischen al-Shabaab ausgeführten Überfall auf das Westgate-Einkaufszentrum getötet.

## Dichtung
Awoonor nutzte in seinen Dichtungen und übrigen Werken die traditionelle Folklore der Ewe. In seinen Werken wird die Vielseitigkeit des Autors deutlich. Eine breite Palette von Themen findet sich in seiner Arbeit, so etwa der Einfluss des Kolonialismus, die afrikanische Identität sowie die Korruption der Politiker in Afrika. Seine Arbeit war immer durchflossen von persönlichen Erfahrungen und enthält autobiographische Elemente. Die Arbeit Night of my Blood handelt beispielsweise von der eigenen örtlichen und geistigen Entfremdung und den neuen westlichen Einflüssen auf sein Leben.
In Ride Me, Memory schrieb Awoonor von seinen Erfahrungen in den USA, wo er sich mit der Verbundenheit der Afroamerikaner und der Afrikaner auseinandersetzte. The House by the Sea und This Earth, My Brother stellt seine Entwicklung während seiner Rückkehr nach Ghana, seiner Inhaftierung und dem Ausbau seiner Zukunftsvisionen dar. Die Novelle Comes the Voyager at Last handelt von der Rückkehr eines Sklaven aus der „Neuen Welt“ in sein Heimatland. Die Rolle eines Kritikers und Lehrers wird in seiner Arbeit The Beast of the Earth deutlich. Hier bearbeitete er die afrikanische Literatur, Kultur und Geschichte; das Werk enthält viele Essays afrikanischer Schriftsteller und Künstler.

## Werke
- Rediscovery (1964, Veröffentlichung unter dem Namen George Awoonor-Williams)
- Night of My Blood (1971)
- This Earth, My Brother (Novelle, 1971)
- Ancestral Power and Lament (Schauspiel, 1972)
- Ride Me, Memory (Dichtung, 1973)
- Guardians of the Sacred Word (Übersetzung von Ewe-Literatur)
- The Breast of the Earth (1975)
- The House by the Sea (1978)
- The Ghana Revolution: A Background Account from a Personal Perspective (1984)
- Until the Morning After: Collected Poems (1987)
- Comes the Voyager at Last (Novelle, 1992)
- Ghana: A Political History from Pre-European to Modern Times (1990)